# Homalogrypota interrupta
Homalogrypota interrupta är en insektsart som beskrevs av Schmidt 1920. Homalogrypota interrupta ingår i släktet Homalogrypota och familjen spottstritar. Inga underarter finns listade i Catalogue of Life.